# Golden Nugget (casino)

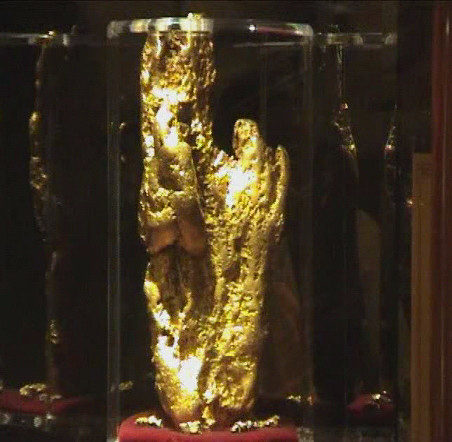
The Hand of Faith, la plus grosse pépite d'or du monde

Le Golden Nugget (pépite d'or en anglais) est un hôtel-casino situé dans le downtown de Las Vegas.
Il est en face du Binion's Horseshoe et entre le Golden Gate Casino et le Four Queens sur Fremont Street Experience. Le propriétaire de l'hôtel est Steve Wynn. L'hôtel propose 1907 chambres et dispose de plusieurs restaurants (The Buffet, Lillie's Noodle House, Vic & Anthony's, Carson Street Cafe, Starbucks).
L'hôtel tire son nom de la collection de pépites d'or dont The Hand of Faith, la plus grosse du monde qui est exposée dans le hall de l'hôtel. D'un poids de 27,2 kg, elle a été découverte en Australie le 26 septembre 1980, à l'aide d'un détecteur de métaux.

## Dans les arts
- Le film The Grand réalisé en 2007 par Zak Penn y a été tourné.
- Un bâtiment inspiré du casino apparaît dans le jeu vidéo Fallout: New Vegas sous le nom de Silver Rush. Ancien casino, le Silver Rush à depuis été transformé en magasin d'armes.
- Le film Joker réalisé en 2015 par Simon West y a été tourné.